# Hajime no Kinen
Hajime no Kinen är en manga som handlar om hur Hisagiklanen försöker samla ihop de få kvarvarande samurajerna i Japan i ett försök att störta Shogun och återinrätta samurajerna i samhället.

## Rollfigurer i Hajime no Kinen

### Samurajer (goda)

#### Hajime Furusawa
Hajime Furusawa är 24 år gammal och föddes den 27 maj. Han har amnesi och minns därför ingenting om sig själv, det lilla han vet har han fått reda på genom Hideaki Ishimaru, som räddade Hajime från att drunkna. Hajime är en mycket skicklig samuraj och slåss på Hisagi-klanens sida för att störta Shogun och återinrätta samurajerna i samhället. Hans svärd som är en lång katana heter på japanska Yurushi, som på svenska betyder "förlåtelse".

#### Hideaki Ishimaru
Hideaki Ishimaru är 23 år gammal och föddes den 26 augusti. Han var den som räddade Hajime från att drunkna och berättade då för Hajime allt han visste om honom, men Hideaki verkar inte ha berättat hela sanningen. Hideaki är en mycket tystlåten person och medan Hajime se honom som sin bästa vän anser Hideaki att deras enda relation är som resekamrater.
Hideaki är en mycket skicklig krigare som bemästrar många olika stridstekniker. Hans vapen är 2 katana; Takai (som betyder "döden") och Kerai (som betyder "tjänare"). Han har också ett spjut och är mycket skicklig med armborst.

#### Kazuki Nakahara
Kazuki Nakahara är 28 år, föddes den 19 november och är äldre bror till Amaya Nakahara. Han slåss för Hisagiklanen och för återupprättandet av samurajerna. Hans svärd heter Junseikihaku (junsei - "ren"/"perfekt", kihaku - "själ") och är en vanlig katana. Han har rangen löjtnant.

#### Amaya Nakahara
Amaya Nakahara föddes den 31 oktober och är Kazukis yngre syster och slåss på Hisagiklanens sida. Hennes högsta önskan är att få återse sina döda bröder Aki och Kito. Hon har sergeants grad och slåss med sin katana Hitonatsukkoi ("vänlig"). Hon använder även kastvapen som shurikens och kunais.
- Dan Uehara
- Yuri Hoshite

### Hisagiklanen

#### Hanashika Hisagi
Hanashika Hisagi är son till Shikato och den rättmätige arvtagaren till Hisagi-huset. Han är inte alls intresserad av att vara ledare men blir trots detta utsedd till ledare över sökgruppen som ska finna samurajer beredda att slåss mot Shougun. Hanashika är en utmärkt strateg och krigare även om han ger intrycket av att vara en lättlurad men snäll idiot. Det här är ingen fasad, Hanashika bara är så naturligt.
Hanashika är en utmärkt soldat och är utnämnd till kapten över en av sin fars styrkor trots att han bara är 20 år. Han slåss med sin katana Hanzatsu (ungefär: "besvärligt"/"jobbigt") och sina två tantou. Hanashika föddes 1 april.
- Shikato Hisagi (klanens överhuvud)
- Inu Yagana-Kamizuki
- Roga Yanaga-Hagane
- Yoshino Hisagi
- Sasori Hisagi

### Samurajer (onda)
- Hijaaku Kataki
- Sakai Iaka
- "Ketsueki" Tanaka

#### Lönmördargruppen Banshou
- Chichioya (Ledare, "Far")
- Ichiro I ("Förste sonen")
- Jiro II ("Andre sonen")
- Saburo III ("Tredje sonen")
- Shiro IV ("Fjärde sonen")
- Goro V ("Femte sonen")

### Shoguns armé
- Shogun (Hajime no Kinen) (Kejsare)
- Mizuki (Shoguns dotter)
- Gan Tachihiko

### Övriga
- Sai Watanabe
- Shin Genji
- Kito Nakahara
- Aki Nakahara